# Maria Sneeuwkerk (Praag)

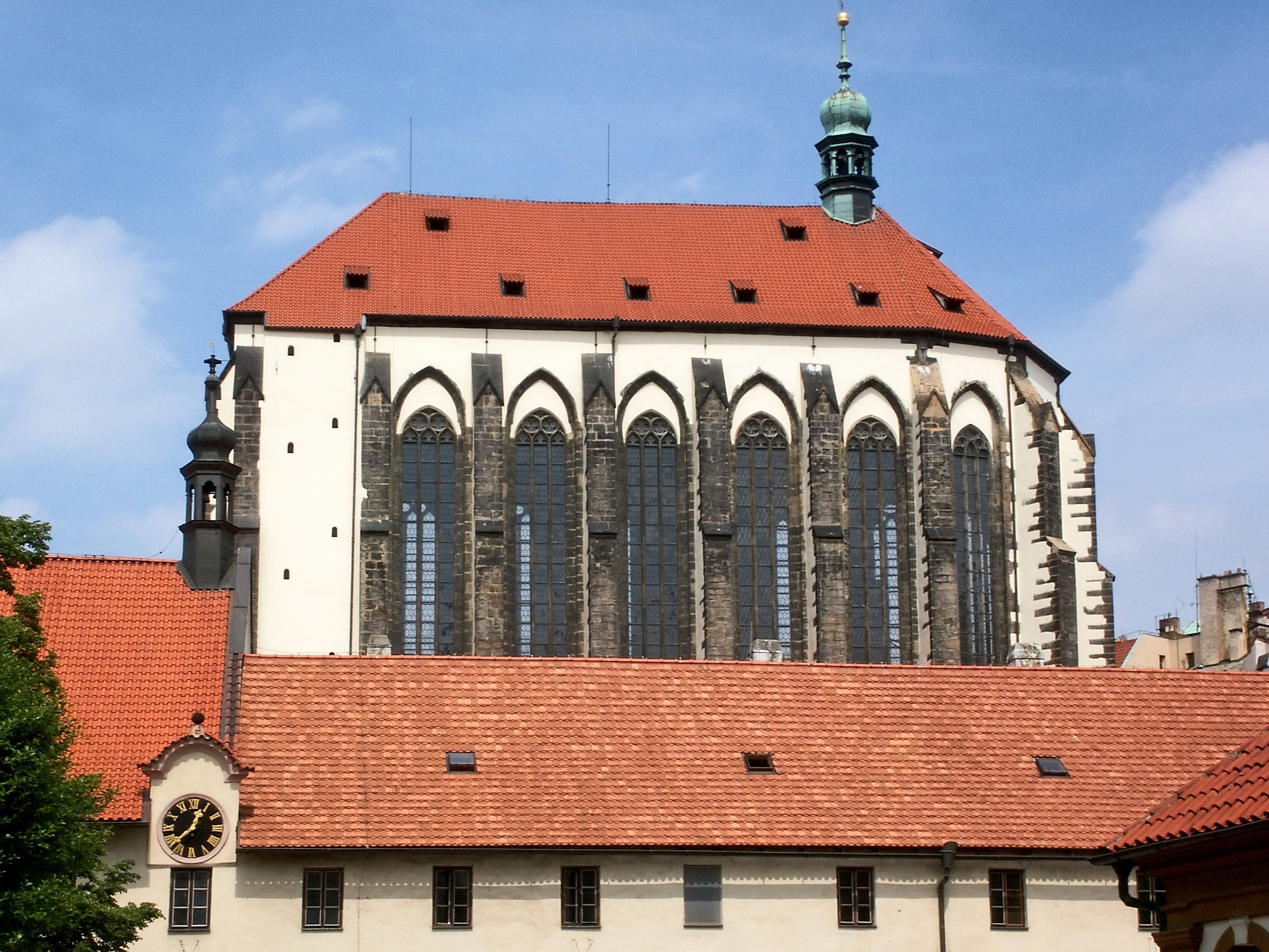
De Maria Sneeuwkerk

De Maria Sneeuwkerk (Tsjechisch: Kostel Panny Marie Sněžné) is een kerkgebouw in de Nieuwe Stad van de Tsjechische hoofdstad Praag. De kerk in gotische stijl staat aan het Wenceslausplein.
Nog voordat de Koňský trh (Paardenmarkt, tegenwoordig Wenceslausplein) werd aangelegd stond er op de locatie van de huidige kerk een karmelietenklooster. De eerste steen werd door Karel IV in september 1347 gelegd als aandenken aan zijn kroning tot koning een jaar eerder. De naam van dit klooster was het Maria Sneeuwklooster (Klášter Panny Marie Sněžné). In 1379 is waarschijnlijk begonnen aan de bouw van een drieschepige basiliek, die met een geplande lengte van meer dan 100 meter zelfs de Sint-Vituskathedraal overtroffen zou hebben. Tot 1397 werd echter alleen het priesterkoor voltooid. De toren, die aan het begin van de 15e eeuw gereed was gekomen, werd tijdens de Hussitische Oorlogen alweer vernietigd. In diezelfde tijd was de Maria Sneeuwkerk een centrum van de radicale vleugels van de hussieten. Nadat de kerk in de 16e eeuw verviel en de gewelven instortten, bouwden de franciscanen aan het begin van de 17e eeuw een nieuw netgewelf in renaissancestijl.